# Vürfels
Vürfels ist ein Ortsteil im Stadtteil Refrath von Bergisch Gladbach.

## Geschichte
Der Siedlungsname Vürfels setzt sich aus dem althochdeutschen for[a] bzw. dem mittelhochdeutschen vor[e] (=vor/Präposition) und dem althochdeutschen felt/feld bzw. mittelhochdeutschen velt (= Feld, Boden, Fläche) zusammen. Es bedeutet der Hochmotte (Motte Kippekausen) westlich vorgelagertes Vorfeld.
Der Name Vürfels greift eine hochmittelalterliche Siedlungsgründung auf, die das Urkataster als Im Vürfels nördlich des Vürfelser Bachs verzeichnet. Die Siedlung Vürfels hat sich aus dem große[n] Hoff zu Vurfelt entwickelt. Dieser stand im Hochmittelalter unter der Herrschaft des Grafen Dietrich von Meer (1078–1107) als selbständiges Rittergut. 
Die zur Bewirtschaftung notwendigen Arbeitskräfte wohnten in den umliegenden Köttergütern. 1692 ging der Hof in den Besitz der katholischen Pfarrgemeinde Bensberg über. Sie übertrug die Arbeiten einem Pächter. Bis ins 19. Jahrhundert entwickelte sich die Siedlung zu einem für die Zeit typischen Straßendorf mit zu beiden Seiten Häusern.
Die Topographia Ducatus Montani des Erich Philipp Ploennies, Blatt Amt Porz, belegt, dass der Wohnplatz 1715 als Vielhof kategorisiert und mit Würfels bezeichnet wurde.
Carl Friedrich von Wiebeking benennt die Hofschaft auf seiner Charte des Herzogthums Berg 1789 ebenfalls als Würfels. Aus ihr geht hervor, dass Vürfels zu dieser Zeit Teil der Honschaft Refrath im Kirchspiel Bensberg war.
Unter der französischen Verwaltung zwischen 1806 und 1813 wurde das Amt Porz aufgelöst und Vürfels wurde politisch der Mairie Bensberg im Kanton Bensberg zugeordnet. 1816 wandelten die Preußen die Mairie zur Bürgermeisterei Bensberg im Kreis Mülheim am Rhein.
Der Ort ist auf der Topographischen Aufnahme der Rheinlande von 1824 als Fürfels und auf der Preußischen Uraufnahme von 1840 als Vürfels verzeichnet. Auf der Preußischen Neuaufnahme von 1892 ist er mit Fürvels aufgeführt. Vürfels war Teil der Pfarrgemeinde Bensberg bis zur Abpfarrung Refraths 1846.
| Jahr | Einwohner | Wohn- gebäude | Kategorie | Bemerkung    |
| ---- | --------- | ------------- | --------- | ------------ |
| 1822 | 128       |               | Ortschaft |              |
| 1830 | 161       |               | Bauerngut | gen. Fürfels |
| 1845 | 109       | 21            | Dorf      | gen. Fürfels |
| 1871 | 237       | 40            | Hofstelle | gen. Fürvels |
| 1885 | 261       | 48            | Wohnplatz | gen. Fürvels |
| 1895 | 230       | 23            | Wohnplatz | gen. Fürvels |
| 1905 | 219       | 39            | Wohnplatz | gen. Fürvels |